# Kudoa tetraspora
Kudoa tetraspora is een microscopische parasiet uit de familie Kudoidae. Kudoa tetraspora werd in 1979 beschreven door Narasimhamurti & Kalavati. 